# Holden Caulfield
Holden Caulfield (a lázadó tinédzser) az amerikai irodalom, egyúttal a világirodalom egyik kiemelkedő irodalmi hőse. J.D. Salinger magyarul először Zabhegyező címmel 1964-ben megjelent (Gyepes Judit által zseniálisan félrefordított) könyvének, (The Catcher in the Rye) a fő-, gyakorlatilag egyetlen szereplője.
Salinger műve kiemelkedő sikert aratott az amerikai és a világpiacon, óriási népszerűséget szerzett Magyarországon is, első megjelenése idején.
Holden Caulfield egy tizenhét éves korában a negyedik iskolájából is kirúgott srác. Egy meg nem értett, a társadalmi konvenciókhoz joggal nem alkalmazkodó rezignált kamaszfiú. A könyvben első személyben meséli el három napjának történetét. Bár mindent megpróbál, hogy a világgal való kapcsolata unalmasan hétköznapi, konfliktusmentes legyen, ez nem sikerül. Mindenütt hazugságba ütközik.
Salinger regénye a kamaszlélek pontos, hiteles ábrázolása, a konformizmus elleni (reménytelen) lázadás maradandó szimbóluma.
Hát ha tényleg kíváncsi vagy rá, először biztos azt szeretnéd tudni, hogy hol születtem, meg hogy milyen volt az én egész tetű gyerekkorom, meg hogy mik voltak a szüleim, mielőtt beszereztek engem, meg minden, szóval hogy egy ilyen Copperfield Dávid-féle marhaságot adjak le, de ehhez nincs kedvem.